# نرم‌افزارهای رشته مهندسی نفت
با پیشرفت روزافزون تکنولوژی و با ورود رایانه به جنبه‌های مختلف زندگی، بخش صنعت و نفت هم دچار تحولی شگرف شد که بدون نرم‌افزارهای حرفه‌ای این پیشرفت میسر نمی‌شد. در رشته مهندسی نفت و صنعت نفت و گاز نرم‌افزارهای زیادی کاربرد دارند و این نرم‌افزارها هستند که کار را برای مهندسان این رشته آسان‌تر می‌کنند.

## شبیه‌ساز مخزن ECLIPSE
شبیه‌ساز مخزن ECLIPSE نرم‌افزاری جامع و کامل جهت انجام عملیات شبیه‌سازی انواع مخازن با هر درجه پیچیدگی ساختمانی، زمین‌شناختی، یا نوع سیال است. کاربردهای ECLIPSE با توجه به قابلیت‌های گسترده و فراوان آن نسبت به سایر نرم‌افزارهای شبیه‌ساز مشابه بسیار زیاد است به طوری که می‌توان گفت به یک استاندارد جهانی تبدیل گردیده‌است. این نرم‌افزار در نسخه‌های گوناگون وجود دارد که در زیر توضیح تعدادی از آنها آمده‌است:
- نرم‌افزار ECLIPSE 100 نرم‌افزار شبیه‌ساز نفت سیاه (Black Oil) مخزن است که در آن فرض بر این است که سیال مخزن از نفت، گاز محلول و آب تشکیل شده‌است و نفت مخزن و گاز محلول به هر نسبت با هم امتزاج پذیرند.
- نرم‌افزار ECLIPSE 300 علاوه برداشتن ویژگی‌ها و توانمندی‌های ECLIPSE 100 می‌تواند از معادلات حالت یا نسبت‌های تعادلی وابسته به فشار نیز در حل مسائل بهره گیرد.[۱]

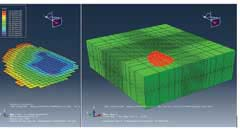
محیط نرم‌افزار ECLIPSE

## نرم‌افزار STREAMSIM
نرم‌افزار StreamSim را می‌توان جدیدترین نسل نرم‌افزارهای شبیه‌سازی مخزن دانست که از شیوه‌ای نوین برای حل مسائل استفاده می‌کند که موجب افزایش بسیار زیادی در سرعت شبیه‌سازی شده و بعلاوه اطلاعات مهندسی جدیدی را در اختیار مهندسان قرار می‌دهد. اکثر روشهای شبیه‌سازی به کار رفته در نرم‌افزارهای امروزی دارای قدمتی بیش از ۵۰ سال هستند. اما روش به کار رفته در این نرم‌افزار دارای قدمتی در حدود ۱۰ سال است و هنوز هم در حال توسعه می‌باشد. این نرم‌افزار بر پایه روش شبیه‌سازی خطوط جریان و توسط گروه StreamSim توسعه یافته‌است که دارای بسته‌های متنوعی می‌باشد.

## نرم‌افزار PIPESIM
PIPESIM یکی از پر استفاده‌ترین نرم‌افزارهای مورد استفاده مهندسان بهره‌برداری برای بررسی عملکرد تولیدی چاه و تلاش در جهت بهینه نمودن تولید است. معادلات گوناگون چند فازی، مدل‌های مختلف تکمیل چاه، استفاده از مدل‌های نفت سیاه و ترکیبی و امکان شبیه‌سازی روشهای فرازآوری مصنوعی (فرازآوری با گاز، استفاده از پمپ‌های درون چاهی و …) PIPESIM را به یکی از قوی‌ترین ابزارهای این رشته تبدیل نموده‌است.

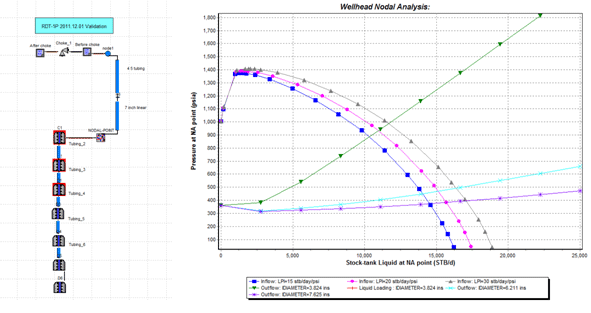
محیط نرم‌افزار PIPESIM

مزیت‌های این نرم‌افزار را می‌توان این گونه شمرد:
- انجام یک تجزیه و تحلیل جامع نگرانه در هر نقطه‌ای از سیستم هیدرولیک با استفاده از چندین متغیر
- طراحی نوین و تجزیه و تحلیل عمودی، افقی و چند جانبه‌ای چاه
- طراحی بالابر گاز و ESP سیستم با نرم‌افزارهای پشتیبانی شده توسط بالابر مصنوعی و تخصصی شلومبرگز[۳]

## نرم‌افزار PETREL

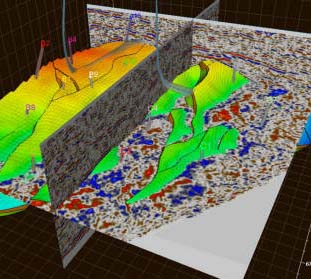
نرم‌افزار petrel

پترل (PETREL) که توسط شرکت شلمبرژر به دنیای صنعت نفت معرفی شده‌است در تمامی رشته‌های اکتشاف، بهره‌برداری، مخزن، و حفاری وارد شده‌است. در ورژن جدید این نرم‌افزار امکانات جانبی جهت سهولت کار مهیا شده‌است. همچنین برای بالا بردن کار و دسترسی سریع به داده‌ها، ویژگی کار به صورت آنلاین در آن پیشبینی شده‌است که کاربر قادر است داده‌های خود را در سروری مرکزی وارد کرده، و بقیه کاربران مرتبط بر اساس طبقه‌بندی محدودیت دسترسی، آنرا بررسی کرده، تغییرات لازمه را اعمال، سپس بروز شدهٔ آنرا ذخیره نماید.
از ویژگی‌های این نرم‌افزار معرفی فرمت جدید برای داده‌های لرزه‌نگاری است. با توجه به بالا بودن محاسبات process داده‌های لرزه‌نگاری، معمولاً برای اینکار ابرکامپیوترهایی در نظر گرفته شده‌است. اما این فرمت جدید، مقدار درگیری ram و CPU کامپیوتر را کمتر در نتیجه کاربر قادر به استفاده از این نرم‌افزار حتی در کامپیوترهای شخصی است.

## نرم‌افزار PANSYSTEM
این نرم‌افزار که حدود ۲۰ سال است در آزمایش چاه‌های نفتی کاربرد دارد، از روان‌ترین نرم‌افزارهای این رشته‌است. به کمک نرم‌افزار PAN SYSTEM می‌توان آزمایش مخازن نفت و گاز را که عملکردی کلیدی در افزایش تولید دارد را به راحتی انجام داد. روش این نرم‌افزار جهت انجام آزمایش تجزیه و تحلیل دقیق، شبیه‌سازی و ارائه گزارش است. این نرم‌افزار در برخی موارد هشدارهای به جایی می‌دهد که عبارتند از:
- نفوذ پذیری مخزن اصلی (که گاهی اوقات نزدیک چاه است)
- ساختار محزن در صورتی که در مرزها و دیگر موارد مشکلی وجود داشته باشد.[۵]

## نرم‌افزار OLGA
نرم‌افزار Olga که ابتدا توسط شرکت Statoil در سال ۱۹۸۳ توسعه یافت می‌تواند جریان چندفازی را که یک پدیده دینامیک است مدل‌سازی کند. شبکه‌های خطوط لوله که دارای تجهیزات فرآیندی مانند پمپ، کمپرسور، مبدل حرارتی، تفکیک‌کننده، شیر، و … است به راحتی به صورت دینامیک قابل شبیه‌سازی شدن هستند. خطوط لوله نفت، گاز، گاز میعانی، همگرا یا واگرا به راحتی قابل مدل‌سازی هستند.